# Lagoven
Lagoven, S.A. fue una empresa petrolera venezolana, filial de Petróleos de Venezuela, que operó los negocios de exploración, producción, refinación y comercialización de petróleo y derivados en Venezuela durante 22 años, desde el inicio de sus actividades el 1 de enero de 1976 hasta el cese de las mismas el 31 de diciembre de 1997. Al igual que su hermana Maraven, Lagoven contaba con una amplia red de estaciones de servicio distribuidas por el territorio venezolano, por lo cual se convirtió en un ícono cultural de la Venezuela contemporánea.
Lagoven estuvo asimismo ligada -durante su existencia- al desarrollo social y cultural de Venezuela, a través de actividades de diversa índole, como proveedor de servicios de salud y mejora de infraestructura en las comunidades afectadas por sus actividades y apoyo a actividades deportivas y culturales. En este último ámbito, particular mención merece la publicación de los Cuadernos Lagoven, una serie de volúmenes -primero en material impreso y luego también de carácter audiovisual- que tenía como objetivo difundir conocimientos en diversas áreas del saber relacionadas con la historia y el espacio geopolítico venezolano.

## Antecedentes
Las operaciones de Lagoven tienen su antecedente directo en las concesiones que fueron propiedad de Creole Petroleum Corporation hasta el 31 de diciembre de 1975, fecha en que las mismas expiraron y pasaron a ser propiedad del estado venezolano. Estas incluían varios bloques de operación en el Lago de Maracaibo y sus riberas y en el estado Monagas al oriente de Venezuela, la Refinería de Amuay (hoy parte del Centro de Refinación de Paraguaná) en el Estado Falcón, algunos kilómetros de oleoductos, instalaciones portuarias y una pequeña pero operativa flota de tanqueros, además del edificio corporativo ubicado en Los Chaguaramos, Caracas (hoy sede de la Universidad Bolivariana de Venezuela).
Con la caída del régimen dictatorial de Marcos Pérez Jiménez, la Junta de Gobierno que lo sucedió pasó a revisar las concesiones otorgadas hasta la fecha y decidió suspender el otorgamiento de nuevas concesiones. El criterio para tal decisión estuvo basado en la cuantificación de las reservas venezolanas para aquella época, las cuales se pensó iban a agotarse completamente para finales de la década de 1980. Como consecuencia de ello, Creole disminuyó el nivel de inversión en equipos e infraestructura, que para la fecha de la nacionalización tenía ya varios años de obsolescencia.

## Creación
Lagoven tiene su origen en el decreto de Ley Orgánica que reserva al Estado la Industria y el Comercio de los Hidrocarburos promulgado el 29 de agosto de 1975, con vigencia desde el 1 de enero de 1976. A partir de dicha fecha, cada antigua concesionaria privada sería convertida en una empresa estatal, filial de PDVSA, previa firma de contratos de asistencia técnica y comercialización con la concesionaria estatizada o su casa matriz. En particular, Lagoven tomó control de todos los activos, patrimonio y operaciones que poseía la empresa Creole Petroleum Corporation (subsidiaria de Standard Oil -hoy ExxonMobil- en territorio venezolano) para diciembre de 1974.

## Hitos operativos de la empresa
Luego de la nacionalización petrolera en Venezuela, las actividades de la industria pasan del control de 22 operadoras extranjeras a manos de 14 empresas filiales, de las cuales Lagoven, por el volumen de activos heredados de Creole,  resultó ser una de las mayores. En diciembre de 1976 tiene lugar la primera reestructuración importante con el proceso de racionalización de la industria petrolera y Lagoven absorbe todos los activos y patrimonio de la filial Amoven, anteriormente Amoco (luego BP), como el terminal-refinería de Caripito, en el Estado Monagas, que dejó de operar a finales de ese año. En 1977, PDVSA, casa matriz de Lagoven, formula un cambio de patrón de refinación para sus operadoras filiales con el objetivo de permitir el procesamiento de mayor proporción de petróleos crudos pesados, disminuir el volumen de los productos residuales y obtener más gasolinas y destilados livianos.
El 12 de octubre de 1978, Lagoven comenzó la perforación del primer pozo exploratorio en la plataforma submarina atlántica en la cuenca de Margarita, al norte de Paria y en mayo de 1979, descubrió una acumulación gigantesca de gas libre (no asociado al petróleo) y de condensados en los campos Patao, Mejillones y Dragón. Al término del primer programa exploratorio de la plataforma de la cuenca de Margarita, se determinó la existencia de una provincia gasífera principal; otros descubrimientos de interés se lograron en la subcuenca de Colón -al sureste de la isla Trinidad- y en la cuenca de Cariaco. Lagoven descubrió, entre 1978 y 1983, un total de nueve campos de gas natural aguas afuera de la península de Paria y en la  Plataforma Deltana, que serían explotados a futuro (Proyecto "Cristóbal Colón") por un joint venture con Shell, Exxon y Mitsubishi Oil -hoy fusionada en Nippon Oil-. Lagoven se reservó 33% de las acciones en dicha empresa mixta -de nombre "Sucre Gas"- constituida finalmente en 1991. Dicho Joint Venture fue cancelado en el 2004, siendo sustituido por un nuevo esquema de negocios llevado a cabo por la nueva empresa PDVSA Gas, denominado "Proyecto Mariscal Sucre", habiendo participado empresas como Petrobras (Brasil) y la empresa nacional de petróleo y gas de Irán, las cuales no tuvieron éxito en las negociaciones.
También en 1979 el Ministerio de Energía y Minas y la Industria Petrolera y Petroquímica Nacional elaboraron el informe “Programa Integral de Evaluación y Estudios de Planificación para el Desarrollo de la faja del Orinoco”. El área general fue dividida en cuatro grandes bloques: Cerro Negro, Hamaca/Pao, Zuata y Machete/Gorrín. El bloque Cerro Negro fue asignado a Lagoven y dicha investigación se cerró en 1983, comprobándose la existencia de un inmenso campo de petróleo crudo de peso específico pesado y extrapesado, y bitumen natural, de magnitud insólita: el campo Faja del Orinoco.
En 1983, luego de concluido el proyecto de cambio de patrón de refinación en Amuay, Lagoven inició la construcción de la expansión de la planta de lubricantes, destinada a incrementar en 700 barriles diarios la producción de bases lubricantes. En 1986 Lagoven descubrió en la cuenca de Maturín, con el pozo exploratorio "El Furrial Nº 1X", campos gigantescos profundos de petróleo crudo de peso específico mediano.
Para 1991 se completa el "proyecto de Interacción Amuay-Cardón", permitiendo el intercambio de productos entre ambas refinerías a través de tres poliductos. Finalmente ambas refinerías se fusionan y el 1 de agosto de 1997 entra oficialmente en funcionamiento el Centro de Refinación de Paraguaná que, con su capacidad de procesamiento de crudo de 940 000 barriles diarios, para la fecha era considerado como el más grande del mundo.

## Cese de actividades
En 1997, PDVSA decide realizar un cambio en su estructura funcional, eliminando la figura de las filiales operadoras e integrando las actividades que por separado llevaban todas ellas en las áreas de exploración, producción, mercadeo, servicios y producción gasífera. En su lugar, se estableció una nueva estructura de operaciones basada en unidades de negocio. Como consecuencia de ello, Lagoven cesó operaciones el 31 de diciembre de 1997 y todos sus activos -así como los de las filiales hermanas Maraven y Corpoven- pasaron a ser controlados directamente por su casa matriz PDVSA, renombrando la entidad combinada como PDVSA Petróleo y Gas, S.A. 

Adicionalmente, se reactiva la filial Deltaven, quien desde 1997 se encarga del negocio de comercialización de combustibles y derivados bajo la marca "PDV", tomando el control de algunas de las estaciones de servicio de la red de Lagoven. 